# Света Петка (Пенкьовци)
Вижте пояснителната страница за други значения на Света Петка.
„Света Петка“ е възрожденска българска църква в село Пенкьовци, община Трън.

## История
Според преданията църквата датира от 1370 година. Възстановена е в 1867 година и е изписана от Зинови Зограф от Македония. Зинови изписва със стенописи южната и западната стена отвън, където изобразява сцените „Страшният съд“, „Мъките на грешниците“, „Праведно и грешно изповедания“ и други. Вътре в храма изцяло са нарисувани таваните и стените на притвора и на наоса. Изображенията са забележителни, със своеобразен колорит и очевидно Зинови Зограф е опитен и даровит живописец.
- Стенописи от храма